# Micrandra glabra
Micrandra glabra là một loài thực vật có hoa trong họ Đại kích. Loài này được (R.E.Schult.) R.E.Schult. mô tả khoa học đầu tiên năm 1952.